# Parafia św. Jakuba Apostoła w Piotrkowie Trybunalskim
Parafia pw. Świętego Jakuba Apostoła w Piotrkowie Trybunalskim – parafia rzymskokatolicka znajdująca się w archidiecezji łódzkiej, w dekanacie piotrkowskim. Erygowana w XII wieku.
Kościół murowany, wybudowany w końcu XII wieku, w stylu romańskim, przebudowany w stylu gotyckim. Obecny wygląd świątyni pochodzi z XIV wieku.